# Manolo Bleda
Manuel Bleda Rodríguez (n. Sagunto, Valencia, 31 de julio de 1990) es un futbolista español que juega en la demarcación de delantero para el Eastern Sports Club de la Liga Premier de Hong Kong.

## Biografía
Hizo su debut como futbolista profesional en 2009 con el CD Castellón tras subir del equipo del filial. Jugó en el club durante una temporada antes de fichar por el Levante UD "B". Tras dos años pasó por clubes de divisiones inferiores como el CD Burriana, Catarroja CF y el UD Alzira, antes de ser fichado el 4 de marzo de 2014 por el FC Belshyna Babruisk de la Vysshaya Liga, liga que comenzó a finales de dicho mes. Posteriormente fichó por el FC Istiklol Dushanbe, y un año después por el FC Ceahlăul Piatra Neamț.

## Clubes
| Club                     | País        | Año         | Partidos | Goles |
| ------------------------ | ----------- | ----------- | -------- | ----- |
| CD Castellón             | España      | 2009 - 2010 | 5        | 0     |
| Levante UD "B"           | España      | 2010 - 2012 | 1        | 0     |
| CD Burriana              | España      | 2012        | 15       | 8     |
| Catarroja CF             | España      | 2012 - 2013 | 7        | 5     |
| UD Alzira                | España      | 2013 - 2014 | 21       | 9     |
| FC Belshyna Babruisk     | Bielorrusia | 2014        | 23       | 9     |
| FC Istiklol Dushanbe     | Tayikistán  | 2014 - 2016 | 40       | 15    |
| FC Ceahlăul Piatra Neamț | Rumania     | 2016        | 5        | 1     |
| Eastern AA               | Hong Kong   | 2016 - 2019 | 63       | 41    |
| Kitchee SC               | Hong Kong   | 2019 - 2020 | 17       | 9     |
| Lee Man FC               | Hong Kong   | 2021 - 2023 | 12       | 4     |
| Eastern Sports Club      | Hong Kong   | 2023 -      |          |       |